# Apristurus parvipinnis
Apristurus parvipinnis är en hajart som beskrevs av Springer och Phillip C. Heemstra 1979. Apristurus parvipinnis ingår i släktet Apristurus och familjen rödhajar. IUCN kategoriserar arten globalt som otillräckligt studerad. Inga underarter finns listade i Catalogue of Life.

## Bildgalleri

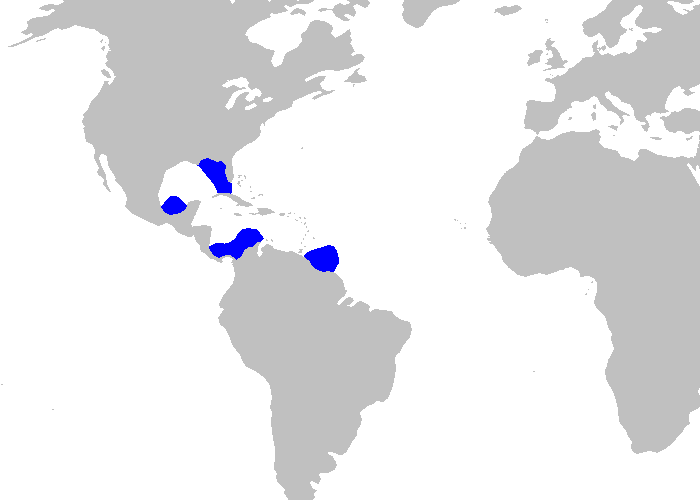